# إيدن بارك
إيدن بارك أو استاد نيوزيلندا الوطني. هو مجمع رياضي في أوكلاند، نيوزيلندا، يقع على بعد ثلاثة كيلومترات جنوب غرب أوكلاند سي بي دي، على الحدود بين ضواحي ماونت إيدن وكينغزلاند، تبلغ سعته 50،000، يستخدم الملعب بشكل أساسي لاتحاد الرغبي في الشتاء والكريكيت في الصيف، كما يستضيف دوري الرغبي ومباريات كرة القدم ، فضلاً عن الحفلات الموسيقية والفعاليات الثقافية.

### مباريات كأس العالم للسيدات 2023
| تاريخ         | فريق# 1          | النتيجة | فريق# 2          | الجولة            | حضور  |
| ------------- | ---------------- | ------- | ---------------- | ----------------- | ----- |
| 20 يوليو 2023 | نيوزيلندا        | 1–0     | النرويج          | المجموعة الأولى   | 42137 |
| 22 يوليو 2023 | الولايات المتحدة | 3–0     | فيتنام           | المجموعة هـ       | 41107 |
| 24 يوليو 2023 | إيطاليا          | 1–0     | الأرجنتين        | المجموعة G        | 30889 |
| 26 يوليو 2023 | إسبانيا          | 5–0     | زامبيا           | المجموعة الثانية  | 20983 |
| 31 يوليو 2023 | النرويج          | 6-0     | الفلبين          | المجموعة الأولى   | 34697 |
| 1 أغسطس 2023  | البرتغال         | 0–0     | الولايات المتحدة | المجموعة هـ       | 42958 |
| 5 أغسطس 2023  | سويسرا           | 1-5     | إسبانيا          | دور الـ 16        | 43217 |
| 11 أغسطس 2023 | اليابان          | 1-2     | السويد           | الدور ربع النهائي | 43217 |
| 15 أغسطس 2023 | إسبانيا          | -       | السويد           | نصف النهائي       |       |